# Lorenzo Sauli
Lorenzo Sauli a été le 82e doge de Gênes du 22 février 1599 au 21 octobre 1601.